# Powellinia peilei
Powellinia peilei là một loài bướm đêm trong họ Noctuidae.